# 西普里安·欧仁·布莱
西普里安·欧仁·布莱（Cyprien Eugene Boulet，1877年12月21日—1972年4月2日）是一名法國畫家。

## 生平
西普里安·欧仁·布莱出生於法國圖盧茲，曾师从让-保罗·劳伦斯、费尔南·科尔蒙和路易斯-约瑟夫-拉斐尔·科林。1900年，他的作品在法国艺术家沙龙展出。1926年，他被授予法國榮譽軍團勳章。此外他還曾在阿根廷、美国和墨西哥等地工作過。1972年在法國土伦去世。
图卢兹的奧古斯汀博物館、尼斯的朱尔·谢雷美术博物馆、巴黎的小皇宫和军队卫生服务博物馆、鲁贝的旧游泳池 - 鲁贝安德黑•第里让艺术工业博物馆和巴西的圣保罗州立艺廊等地收藏有西普里安·欧仁·布莱的作品。

## 作品

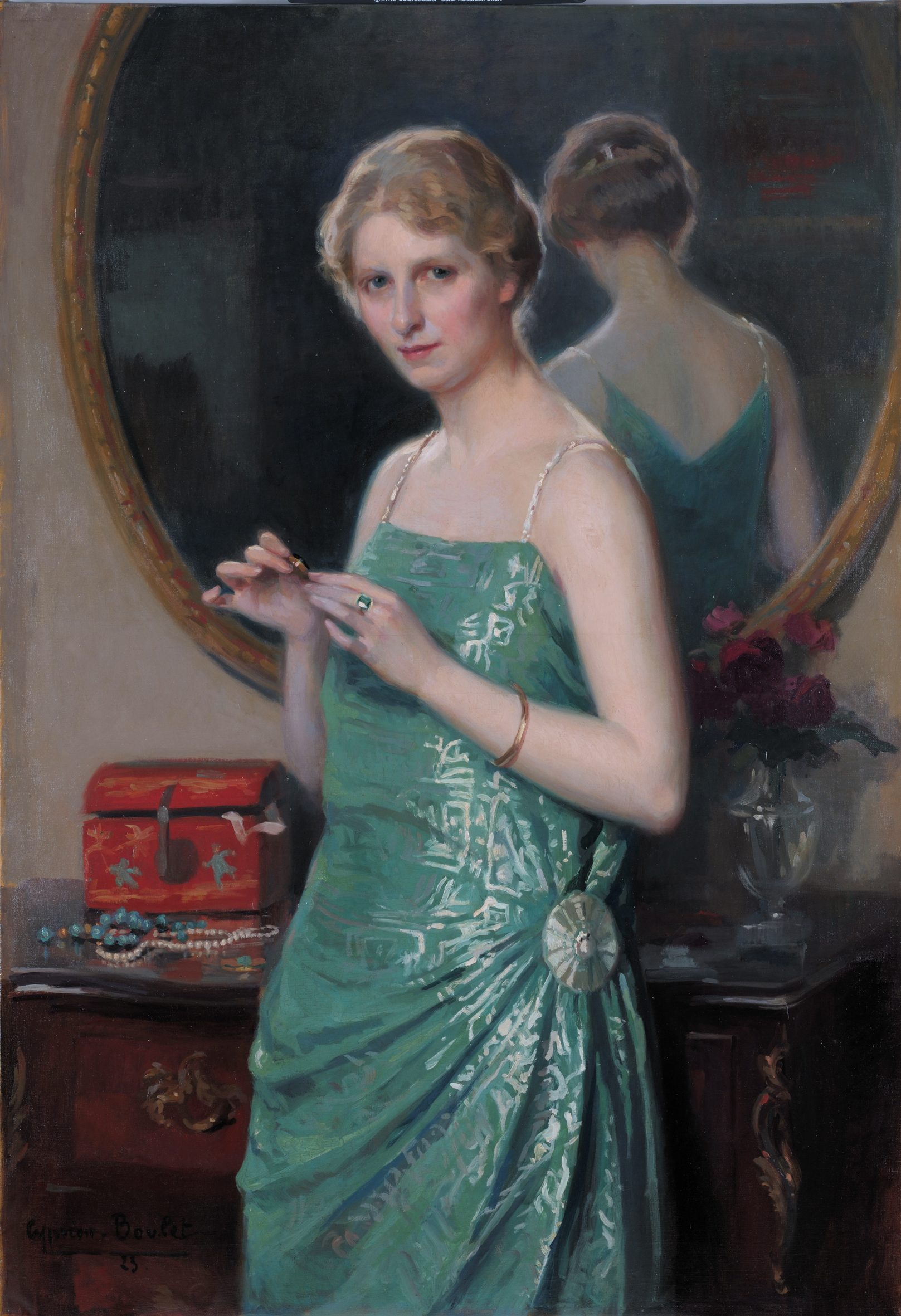
让·特伦特索夫人（Madame Jean Trentesaux） (1923)
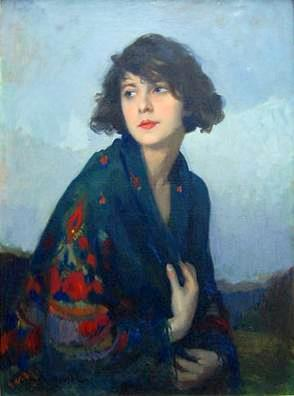
戴绿色披肩的女人（Femme au châle vert） (1927之前)
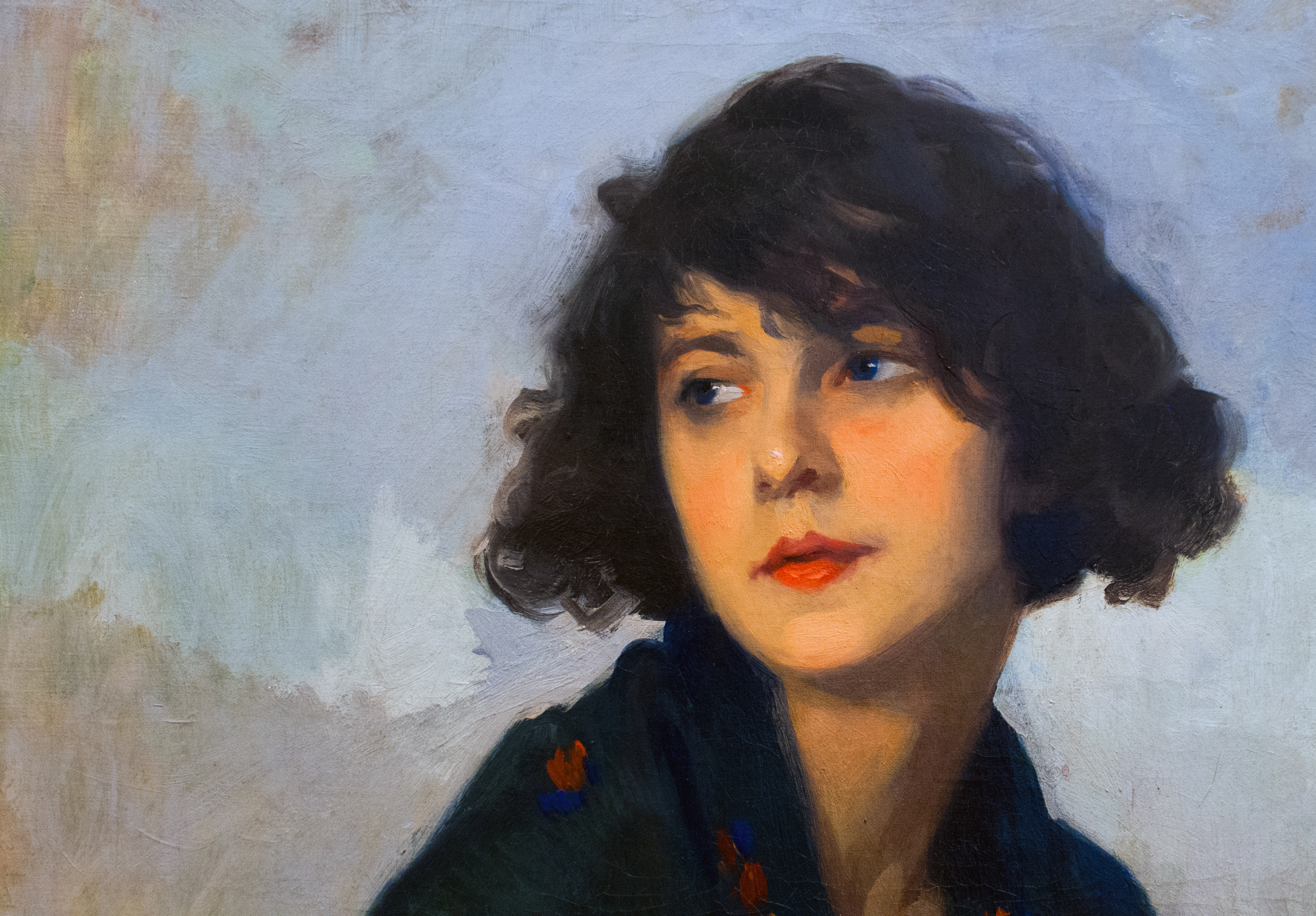
戴绿色披肩的女人的细节(1927之前)
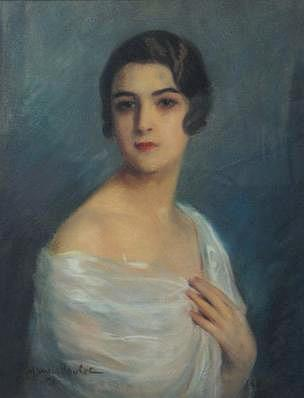
Vera Alves de Lima的肖像 (日期不详)
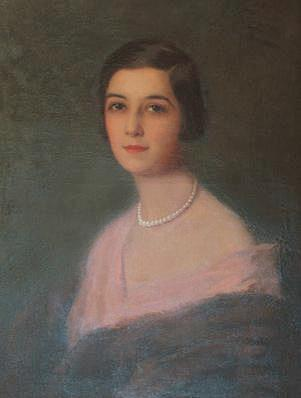
Vera Alves de Lima的肖像 (日期不详)
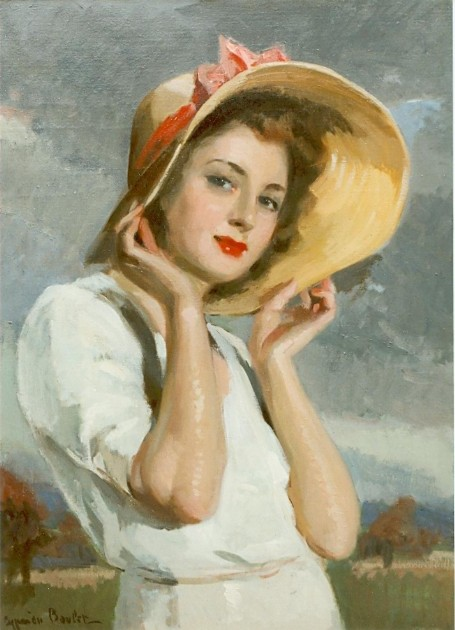
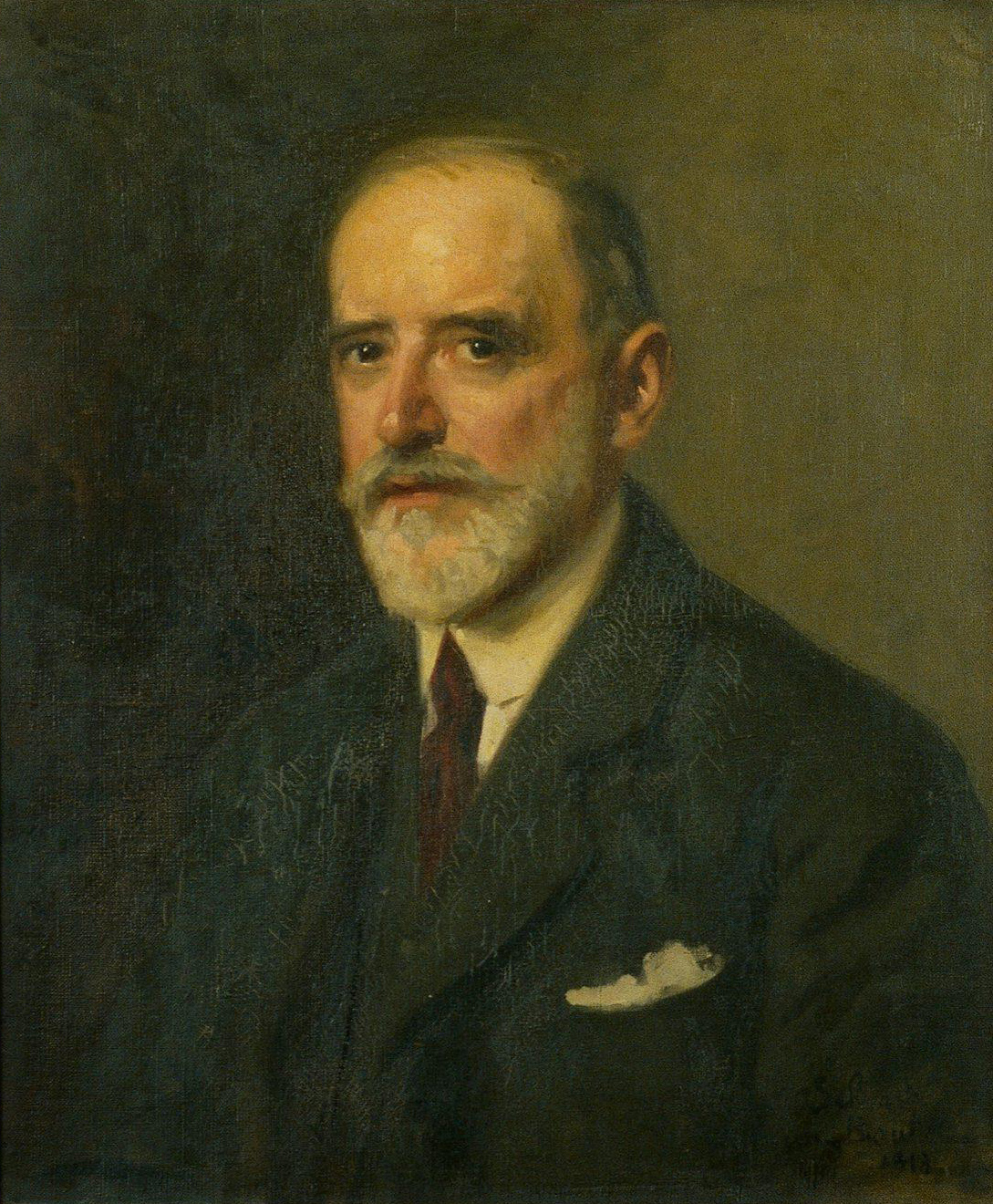
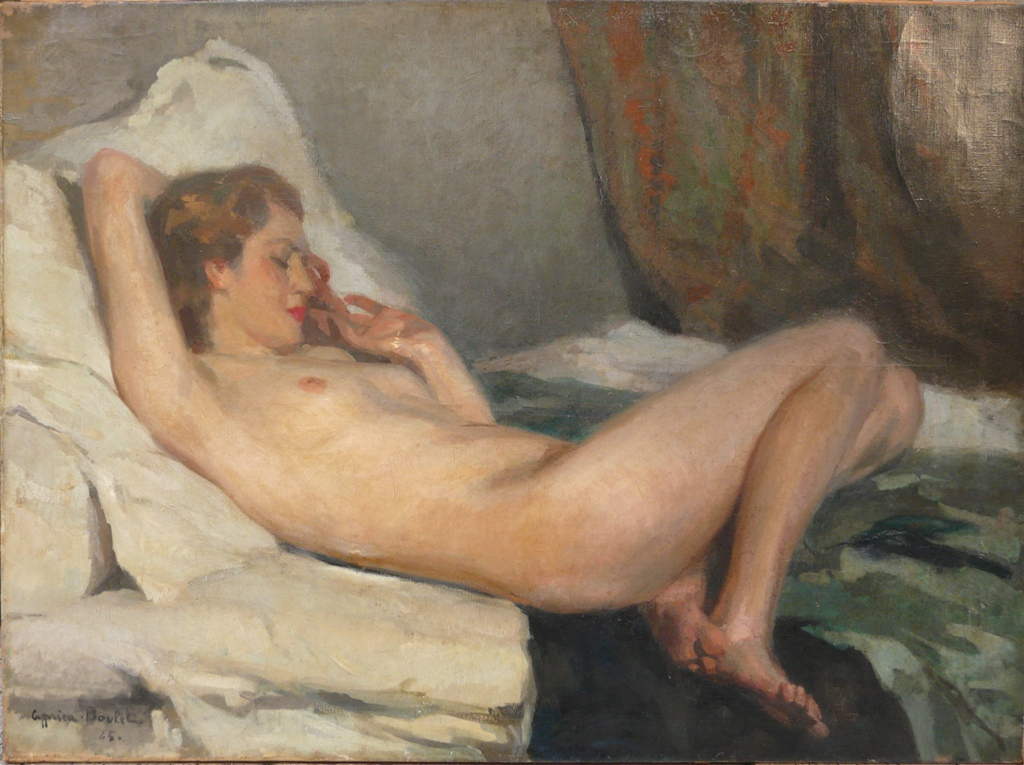
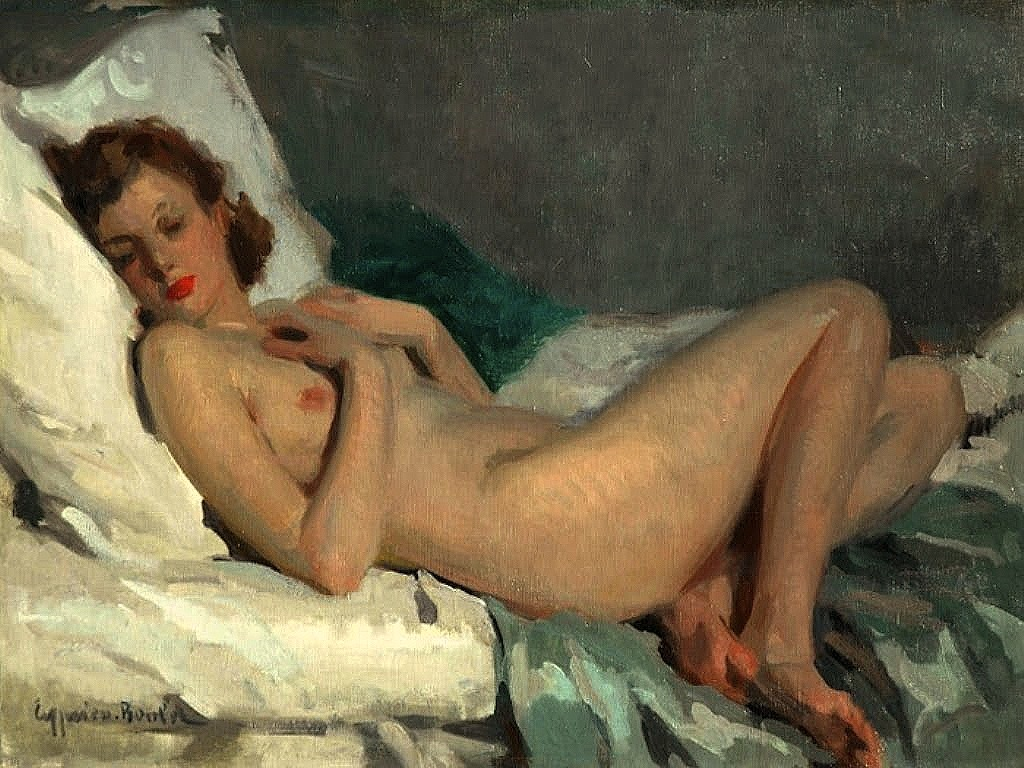